# 二見和男
二見 和男（ふたみ かずお、1947年9月26日 - ）は、NHKの元チーフアナウンサー。現在はシニアスタッフ。

## 人物
日本大学高等学校を経て日本大学芸術学部卒業後、1970年入局。以後、各地の放送局の勤務を経て、2006年6月より、金沢局に再び赴任（最初の在籍期間は1989年8月から1992年6月）。2008年に定年退職し、現在はシニアスタッフとして在籍している。
2度目の金沢放送局赴任後は、美術展・工芸展関連のコーナーや特集番組を主に担当、2024年現在はラジオ第1放送の金沢放送局制作『かがのとラジオ』を担当している。
NHKのアナウンサー・キャスター紹介によると、趣味はウォーキングとしている。
妻は1989年から『イブニングネットワーク金沢』でコンビを組んでいた新谷敦子である。

## 現在の担当番組
- 石川県のニュース（2019年度からはラジオ第1放送のみ）
- かがのとラジオ
- 令和6年能登半島地震ライフライン放送（主にラジオ）
- ニュースいしかわ645

## 過去の担当番組
- FMリクエストアワー（NHK-FM 長野・広島・熊本）
- NHKきょうのニュース（2004年6月14日 - 2006年3月、メインキャスター）
- きょうの料理（「男の料理」）
- ひるのいこい
- 関西ラジオワイド（大阪放送局在職時）
- デジタル百万石、かがのとイブニング（「カルチャー百万石」担当）
- かがのと情報丼（「カルチャー百万石」担当）
- 北海道中ひざくりげ（札幌放送局在職時）
- 週刊ほっからんど（「ほっからんど212」→「ほっからんど北海道」の金曜版。札幌放送局在職時）
- 情報プリズム北海道（1997年度）
- イブニングネットワーク金沢（メインキャスター）
- 金とく石川スペシャル - 日本伝統工芸展 金沢展（10月下旬から11月上旬に石川県立美術館で開催）の特集番組を担当。

※この他、厳密には番組ではないものの地上デジタル放送への完全移行を呼びかける一環で「ことじろう」スポットCMの歌を担当した。
- 真相回転!どいね寿司（2011年度 - 2013年度、ナレーター）
- おはよう石川
- じわもんラジオ
- ごごカフェ「16時台 能登半島地震1か月 金沢発『じわもんラジオ』」（NHK-FM、2024年2月1日）

…他多数

## 同期
- 青木健一、朝妻基祐、浅見忠司、生熊雅夫、板谷直実、井上元、大滝重輿、小柳実、木村知義、金城紀昭、久保慶子（旧姓・伊藤）、黒沢典之、桑原堯、向後雅博、古賀成治、斉藤正安、榊寿之、柴田実、田沢真、田中久雄、谷口俊二、寺田道雄、中谷成子（旧姓・尾関）、二宮正博、野島正興、深草耕太郎、藤沢武、藤野寿一、増渕路子（旧姓・佐藤）、丸山晃、三杉栄、宮川俊二、宮田修、室井民雄。